# Cabinda (Stadt)
Cabinda, von den Einheimischen auch Tchiowa oder Chioua genannt, ist eine Stadt in der nach Unabhängigkeit strebenden angolanischen Provinz Cabinda, die als nördliche Exklave von der Demokratischen Republik Kongo und der Republik Kongo umgeben ist bzw. mit ihrer Küste im Westen an den Atlantik grenzt.

## Klimatabelle
|                        | Jan  | Feb  | Mär | Apr  | Mai  | Jun  | Jul  | Aug  | Sep  | Okt  | Nov  | Dez  |   |      |
| Mittl. Temperatur (°C) | 26,4 | 26,6 | 27  | 26,8 | 25,4 | 23   | 21,4 | 22   | 23,5 | 25,4 | 26   | 26,3 | ⌀ | 25   |
| Mittl. Tagesmax. (°C)  | 30   | 30,6 | 31  | 30,7 | 29   | 27   | 25,3 | 25,6 | 26,8 | 28,4 | 20,1 | 29,6 | ⌀ | 27,8 |
| Mittl. Tagesmin. (°C)  | 22,8 | 22,7 | 23  | 22,9 | 21,9 | 19,1 | 17,6 | 18,5 | 20,3 | 22,5 | 23   | 23   | ⌀ | 21,4 |
|                        |      |      |     |      |      |      |      |      |      |      |      |      |   |      |
| Niederschlag (mm)      | 103  | 146  | 170 | 148  | 52   | 0    | 0    | 1    | 6    | 39   | 138  | 82   | Σ | 885  |
|                        |      |      |     |      |      |      |      |      |      |      |      |      |   |      |
| Regentage (d)          | 23   | 24   | 23  | 25   | 15   | 1    | 4    | 5    | 9    | 19   | 21   | 26   | Σ | 195  |
|                        |      |      |     |      |      |      |      |      |      |      |      |      |   |      |
| Luftfeuchtigkeit (%)   | 82   | 82   | 81  | 81   | 82   | 83   | 83   | 82   | 83   | 82   | 82   | 83   | ⌀ | 82,2 |

| 22,8 |

| 22,7 |

| 23 |

| 22,9 |

| 21,9 |

| 19,1 |

| 17,6 |

| 18,5 |

| 20,3 |

| 22,5 |

| 23 |

| 23 |

| 22,8 |

| 22,7 |

| 23 |

| 22,9 |

| 21,9 |

| 19,1 |

| 17,6 |

| 18,5 |

| 20,3 |

| 22,5 |

| 23 |

| 23 |

## Geschichte
Der portugiesische Seefahrer Diogo Cão kam hier auf seiner zweiten Reise an und gilt als erster europäischer Offizieller in Cabinda. Mit Hilfe von Bündnissen mit Herrschern aus dem Königreich Kongo konnte Portugal mehrmals Besitznahmen anderer europäischer Staaten abwenden. Zu nennen sind insbesondere die Zerstörung eines ersten englischen Forts 1723 mit Hilfe des Königreichs Ngoyo, und der am Ende erfolglose französische Angriff auf die portugiesische Festung Santa Maria de Cabinda im Jahr 1784, der 1786 zur Anerkennung der portugiesischen Hoheit über Cabinda durch Frankreich führte.
Von den 1850er bis in die 1880er Jahre suchten Walfänger aus den Vereinigten Staaten die Cabinda-Bucht häufig und regelmäßig auf, wo sie vor allem jeweils zwischen August und Oktober Buckelwale jagten. Durch den Verkauf von Proviant und Brennholz an die Mannschaften erweiterten die afrikanischen Mittelsmänner des Küstenhandels ihr Geschäftsfeld über den Sklavenhandel hinaus. Insbesondere nach dem Einbruch des Sklavenhandels Mitte der 1860er Jahre suchten und fanden manche Männer aus der Bucht Beschäftigungsmöglichkeiten im Walfang. Einige nutzten diese Arbeit, um auf Walfängern in andere Küstengebiete Angolas oder auch in die Vereinigten Staaten zu migrieren.
Die Stadt Cabinda wurde von der Portugiesischen Kolonialmacht insbesondere zur Verschiffung von Sklaven gegründet. Das Königreich Ngoyo basierte wirtschaftlich wesentlich auf dem Sklavenhandel mit Portugal. Der Verfall des Reiches mündete am 1. Februar 1885 in den Vertrag von Simulambuco, mit dem Ngoyo sich dem Protektorat Portugals unterstellte, um sich vor der Vereinnahmung durch Belgien zu schützen und damit nicht Teil von Belgisch-Kongo zu werden. Auf der Berliner Kongokonferenz 1884/85 konnte Belgiens König Leopold II. einen Zugang zum Atlantischen Ozean entlang des Kongos durchsetzen, womit Cabinda endgültig von Angola getrennt wurde. Erst die Verwaltungsreformen unter dem portugiesischen Diktator Salazar unterstellten Cabinda 1956 aus Kostengründen erneut der direkten Verwaltung durch den Gouverneur in Angola.
Die vorherige Kleinstadt (Vila) Cabinda wurde am 28. Mai 1956 zur Stadt (Cidade) erhoben.

## Verwaltung
Cabinda-Stadt ist Sitz eines gleichnamigen Kreises (Município) in der Provinz Cabinda. Der Kreis hatte beim Zensus 2014 rund 625.000 Einwohner. Die Schätzung für 2019 beträgt 719.000 Einwohner auf 1823 km². Im Kreis Cabinda leben damit nahezu neun von zehn Einwohnern (88 %) der Provinz auf einem Viertel der Fläche.
Drei Gemeinden (Comunas) liegen im Kreis Cabinda:
- Cabinda
- Malembo
- Tando Zinze

## Wirtschaft
Vor der Küste Cabindas wird 70 % des angolanischen Erdöls gefördert. Auch der Seehafen der Stadt ist von Bedeutung. Im Juli 2019 wurde in Cabinda das größte Hotel Angolas mit 600 Zimmern eröffnet. Der Flughafen Cabinda liegt im Süden der Stadt.
In der hiesigen, 2008 gegründeten Brauerei CERBAB werden Biere der Marken Skol, Doppel Munich (Dunkelbier), Cuca und seit 2010 auch die lokale Marke Tchizo gebraut.

## Sport
Das 20.000 Zuschauer fassende Estádio Nacional de Chiazi wurde zur Fußball-Afrikameisterschaft 2010 errichtet. Neben verschiedenen kulturellen und sportlichen Veranstaltungen wird das Stadion auch für den Fußball weiter genutzt. Der 1956 als Filialverein des FC Porto gegründete Futebol Clube de Cabinda empfängt hier seine Gastmannschaften. Er spielte zuletzt 2011 in der höchsten angolanischen Liga, dem Girabola, um danach abzusteigen.
Der 1975 als Filialverein von Sporting Lissabon neugegründete Sporting Clube Petróleos de Cabinda tritt nach seinem Aufstieg 2013 in die höchste Spielklasse Angolas im Girabola 2014 an. Er trägt seine Heimspiele im 9.000 Zuschauer fassenden Estádio do Tafe aus. Unter den weiteren Fußballvereinen ist Sport Cabinda e Benfica zu nennen, ein Filialverein von Benfica Lissabon.

## Söhne und Töchter der Stadt
- Manuel Franklin da Costa (1921–2003), Erzbischof von Lubango
- Maria Mambo Café (1945–2013), Ökonomin und MPLA-Politikerin
- António Bento Bembe (* 1950), Politiker
- Damião António Franklin (1950–2014), Erzbischof von Luanda
- Sita Valles (1951–1977), ermordete Kommunistin
- Amélia da Lomba (* 1961), Schriftstellerin und Journalistin
- Abel Liluala (* 1964), römisch-katholischer Erzbischof von Pointe-Noire in der Republik Kongo